# Pleurotomella pandionis
Pleurotomella pandionis é uma espécie de gastrópode do gênero Pleurotomella, pertencente a família Raphitomidae.